# Elsa Eduardo
Elsa Eduardo (Luanda, 23 luglio 1989) è una cestista angolana.

## Carriera
Con l'Angola ha disputato i Campionati mondiali del 2014.